# Zonitoschema dollei
Zonitoschema dollei es una especie de coleóptero de la familia Meloidae.

## Distribución geográfica
Habita en Tonkin (Vietnam).